# Diplogasteria
É uma subclasse de vermes cilíndricos ecdizoários do filo Nematoda, classe Secernentea.